# Saliamonas Banaitis
Saliamonas Banaitis (født 15. juli 1866 i Vaitiekupiai, Augustowska Guvernement, Kongrespolen, død 4. maj 1933 i Kaunas, Litauen) var en litauisk forlægger, lærer og bankmand. Han var en af underskriverne Litauens uafhængighedserklæring i 1918.